# سدیم پیروات
سدیم پیروات (به انگلیسی: Sodium pyruvate) با فرمول شیمیایی C۳H۳NaO۳ یک ترکیب شیمیایی با شناسه پاب‌کم ۸۲۲۴ است. که جرم مولی آن ۱۱۰٫۰ g/mol می‌باشد. 